# Dušan Vasiljević
Dušan Vasiljević (Belgrád, 1982. május 7. –) szerb labdarúgó, jelenleg a másodosztályú Budafoki MTE középpályása.

## Pályafutása
Vasiljević 11 éves korában Lazarevacon kezdett futballozni, majd megfordult fiatalon a montenegrói Mogren Budka gárdájánál is. Első felnőtt csapata a Radnicki Obrenovac volt, ahonnan 2004-ben igazolt Magyarországra. Az élvonalbeli Békéscsaba szerződtette a nyáron, ahol ősszel 13 mérkőzésen lépett pályára. Tavasszal is kezdő ember volt, végül 30 bajnoki mérkőzésből 25-ön pályára lépett, ráadásul gólt is szerzett. A szezon végén a Békéscsaba kiesett az élvonalból, s mivel az NB II-ből is kizárták őket, a csapat szétesett. Dušan egy sikeres próbajáték után 2005 nyarán a Kaposvárhoz szerződött, azonban a szezon előtt Fonyódon, az edzőtáborban eltörte a lábát. A kaposvári klub kitartott játékosa mellett, aki szinte az egész őszt kénytelen volt kihagyni, mindössze két mérkőzésen játszott, csereként. Tavasszal azonban beverekedte magát a kezdőbe, húzó embere lett a Rákóczinak. Első kaposvári gólját a regionális rivális, Pécsi MFC ellen szerezte 2006 februárjában. A 2006–2007-es idényben emelkedett ki igazán csapatából 27 mérkőzésen játszott, s 7 gólt ért el. Nagy szerepe volt abban, hogy a Kaposvár parádés tavaszt produkálva bent maradt az élvonalban. A nézők egyik kedvence lett, aki ráadásul nagyon szimpatizált a szurkolókkal, megtanult magyarul, s vett a helyi ultráktól sáljából is, valamint többször is elbeszélgetett velük. A nyáron szerette volna megszerezni a Győri ETO, de nem sikerült. 2007 tavasszal folytatódott a Kaposvár menetelése, ahogy Vasiljević tündöklése is, így nem csoda ha külföldi klubok érdeklődését is felkeltette. 2007 decemberében írt alá az Energie Cottbushoz. A Kapos TV információi szerint 250 000 euróért.
2009-ben a cseh bajnok, Slavia Prágához igazolt, de nem tudta beverekedni magát a kezdőcsapatba, ezért 2010 februárjában felbontotta a szerződését és szabadon igazolhatóvá vált. Az Újpest FC pár nap múlva megszerezte magának a szerb irányítót, másnap már pályára is lépett a Vasas elleni edzőmérkőzésen.
2010 júniusában kétéves szerződést kötött a bajnoki ezüstérmes Videoton FC csapatával. A Vidivel bajnokságot és szuperkupát nyert, igaz a Magyar Kupa döntőt elbukták a Kecskeméti TE-vel szemben. Dusan meghatározó játékosa volt a bajnokcsapatnak, ám Paulo Sousa érkezése után kevesebb lehetőséghez jutott. 2012. február 21-én visszatért az Újpest FC-hez. 2015. április 13-án szerződést bontottak vele.
A 2015/16-os szezontól a Budapest Honvéd csapatát erősíti. Tagja volt a Honvéd bajnokcsapatának, a 2016-2017-es szezonban 15 bajnokin egy gólt szerzett. 2017 októberében a másodosztályú Budafoki MTE csapatához igazolt, miután lejárt a szerződése.

## Sikerei, díjai
Videoton FC
- Magyar bajnokság (NB I)
  - bajnok: 2010–11

Újpest
- kupagyőztes: 2014
- szuperkupagyőztes: 2014

Budapest Honvéd
- Magyar bajnokság (NB I)
  - bajnok: 2016–17[6]